# Cheiracanthium margaritae
Cheiracanthium margaritae is een spinnensoort uit de familie Cheiracanthiidae.
De wetenschappelijke naam van de soort werd in 1985 gepubliceerd door Cleopatra Sterghiu.